# Mirjam
Mirjam ist ein weiblicher Vorname.

## Herkunft und Bedeutung
→ Hauptartikel: Maria
Beim Namen Mirjam handelt es sich um die deutsche Transkription des hebräischen Namens מִרְיָם mirjām.
In der Bibel tragen die Schwester von Mose und Aaron (Ex 15,20  u. ö.) sowie eine nicht näher bekannte Judäerin (1 Chr 4,17 ) diesen Namen. Die lateinische Variante Maria findet im Neuen Testament wiederholt Verwendung.

## Verbreitung
In Deutschland wird der Name Mirjam sehr selten vergeben. Dagegen ist er in Israel sehr populär. Im Jahr 2019 belegte מרים Rang 22 der beliebtesten Vornamen unter jüdischen Mädchen.

## Namensträgerinnen
- Mirjam (Prophetin) (hebräisch מִרְיָם, arabisch مریم یاغی)
- Mirjam von Abellin, Mirjam Baouardy, Mariam Baouardy (1846–1878), palästinensische Karmelitin und Heilige
- Mirjam von Arx (* 1966), Schweizer Film- und Fernsehregisseurin und Filmproduzentin
- Mirjam Ballmer (* 1982), Schweizer Politikerin (GP)
- Mirjam Dinkelbach, geb. Margot Christine Dinkelbach (* 1959), deutsche Ordensschwester und Altäbtissin
- Mirjam Fischer, geb. Mirjam Jäger (* 1977), österreichische Politikerin (SPÖ)
- Mirjam Gysling (* 1987), Schweizer Radrennfahrerin
- Mirjam Heimann, eigentlich Mirjam Feist (* 1981), deutsche Schauspielerin
- Mirjam Horwitz, verh. Mirjam Ziegel (1882–1967), deutsche Schauspielerin und Regisseurin
- Mirjam H. Hüberli (* 1975), Schweizer Autorin von Jugend- und Kinderbüchern, Fantasyromanen und Kurzgeschichten
- Mirjam Jaquemoth (* 1963), deutsche Professorin für Haushaltsökonomie
- Mirjam Jäger (* 1982), Schweizer Freestyle-Skifahrerin
- Mirjam Jessa (* 1962), österreichische Journalistin und Moderatorin bei dem Radioprogramm Ö1
- Mirjam Kloppenburg, Mirjam Kloppenburg-Hooman (* 1966), niederländische Tischtennisspielerin
- Mirjam Köfer (* 1973), deutsche Schauspielerin
- Mirjam Kristensen (* 1978), norwegische Schriftstellerin
- Mirjam Kubescha (* 1971), deutsche Regisseurin
- Mirjam Lehmann-Haupt (1904–1981), deutsch-österreichische Schauspielerin und Malerin
- Mira Lobe, geb. Hilde Mirjam Rosenthal (1913–1995), österreichische Kinderbuchautorin
- Mirjam Meinhardt-Krug (* 1981), deutsche Fernsehmoderatorin und -journalistin
- Mirjam Melchers, verh. Mirjam Melchers-van Poppel (* 1975), niederländische Radrennfahrerin
- Mirjam Michaelis (Ordensschwester) (1889–1942), deutsche Ordensschwester
- Mirjam Michaelis (Schriftstellerin) (1908–2004), deutsch-israelische Schriftstellerin
- Mirjam Müntefering (* 1969), deutsche Journalistin und Schriftstellerin
- Mirjam Nastasi (* 1946), deutsche Flötistin, Musikwissenschaftlerin und Hochschulrektorin
- Mirjam Elisabeth Novak (* 1981), deutsche Schauspielerin und Drehbuchautorin kroatisch-deutscher Herkunft
- Mirjam Ohringer (1924–2016), niederländische Überlebende des Holocausts
- Mirjam Oldenhave (* 1960), niederländische Schauspielerin, Musiktherapeutin und Kinderbuchautorin
- Mirjam Ott (* 1972), Schweizer Curlerin
- Mirjam Pinkhof, geb. Mirjam Waterman (1916–2011), niederländische Widerstandskämpferin
- Mirjam Prager (1906–1987), österreichische Benediktinerin, Pädagogin, Autorin und Übersetzerin
- Mirjam Pressler (1940–2019), deutsche Schriftstellerin und Übersetzerin
- Mirjam Puchner (* 1992), österreichische Skirennläuferin
- Mirjam Schambeck (* 1966), deutsche römisch-katholische Theologin, Religionspädagogin, Hochschullehrerin und Franziskanerin
- Mirjam Schroth (* 1977), deutsche Schauspielerin
- Mirjam Jasmin Strube (* 1975), deutsche Autorin und Illustratorin
- Mirjam Strunk (* 1974), deutsche Autorin und Theaterregisseurin
- Mirjam Tally (* 1976), estnische Komponistin
- Mirjam Tola (* vor 1991), albanische Opernsängerin (Sopran)
- Mirjam Tschopp (* 1976), Schweizer Violinistin und Bratschistin
- Mirjam Unger (* 1970), österreichische Filmregisseurin, Moderatorin und Fotografin
- Mirjam Veglio (* 1967), Schweizer Politikerin (SP)
- Mirjam Weerd (* 1975), niederländische Triathletin
- Mirjam Weichselbraun (* 1981), österreichische Fernsehmoderatorin, Schauspielerin und Synchronsprecherin
- Mirjam Wenzel (* 1972), deutsche Literaturwissenschaftlerin, und seit 2016 Direktorin des Jüdischen Museums Frankfurt
- Mirjam Wiesemann (* 1964), deutsche Schauspielerin und Autorin
- Mirjam Zadoff (* 1974), österreichische Historikerin, Direktorin des NS-Dokumentationszentrums München.

Zwischenname
- Annette Mirjam Böckler (* 1966), deutsche Bibliothekarin und Dozentin
- Hannah Mirjam Cavin (1918–2002), österreichisch-rumänische Bildhauerin, Textildesignerin und Lyrikerin